# ホーガンズアレイ (バンクーバー)
ホーガンズアレイとは、1900年代初頭から約60年間存在していたバンクーバーの路地パークレーン（Park Lane）の非公式名称。ストラスコーナ（Strathcona）区画の南西角に位置し、現在でいうと西にメインストリート、東にジャクソンアヴェニュー、北にユニオンストリート、南にプライアーストリートに面している区画を指す。

## 概要
ホーガンズアレイ周辺は民族の多様な地域として、イタリア系、中国系、日系カナダ人から黒人までが住んでおり、そこにはバンクーバー唯一の黒人教会であるアフリカン・メソジスト・エピスコパル・ファウンテン・チャペルがあった。ホーガンズアレイはバンクーバーで後先に見ることのない黒人コミュニティであった。黒人が定住した理由としては、ホーガンズアレイが鉄道駅に近く、当時の寝台列車の乗務員のほとんどが黒人であったことが挙げられる。1957年のバンクーバー市計画課による調査では、ストラスコーナの黒人人口について「数的には少ない一方で、（ストラスコーナの黒人人口は）バンクーバー全体の黒人人口の中で大きな割合を占めているだろう。この地が選ばれているのは彼らの多くが雇用されている鉄道駅に近いことと、物価が安いこと、非白人人口が伝統的に少ないことが挙げられる」と記されている。

## 歴史
1935年以前のホーガンズアレイは、時の市長L.D.テイラーズの「オープン・タウン・ポリシー」によって警戒地域となっていた。この政策は規模の大きい犯罪に警察の捜査を集中させるというもので、これによって被害者の少ない犯罪は野放し状態となり、違法飲酒施設、売春宿、賭博場などがホーガンズアレイと同様にチャイナタウンや日本人街などの非白人コミュニティや民族の混ざり合っていたガスタウンやイーストヘイスティング、ローワーマウントプレザントでも蔓延していた。テイラーは「オープン・タウン・ポリシー」での対応と政治的腐敗の批判を受け1929年と1934年に選挙で敗北した。テイラーの政治的キャリア終息後もホーガンズアレイは生き延びたが、フリーウェイ建設のために解体された。
1970年頃ホーガンズアレイの大部分がジョージアバイアダクト（高架道路）建設のために無所属の会（カナダの政党）によって破壊された。これは市内フリーウェイ計画の一環であり、もともとはホーガンズアレイを通り越しチャイナタウンとガスタウンまでを繋ぐ予定だったが、ストラスコーナのコミュニティの活動家連合とチャイナタウンの経営者によって停止された。フリーウェイ建設は阻害され、ストラスコーナ、チャイナタウン、ガスタウンは破壊を逃れたが、それはホーガンズアレイの大部分が解体された後のことであった。現在残っている小さなホーガンズアレイ地域には黒人がかつて存在していた名残はほとんど存在せず、ストラスコーナとの境界が曖昧な空き地に面したメインストリート沿いの高架入り口にある。

## その他
かつての黒人コミュニティの存在を示すランドマークとしてはジミヘンドリクス聖地がある。この聖地はユニオンストリートとメインストリートの交わる角にあり、ヘンドリクスとバンクーバーのつながりを祝福するために作られた。ジミヘンドリクスの祖母にあたるノラヘンドリクスはテネシーのノクスヴィルでうまれ、1911年にバンクーバーに移住しホーガンズアレイの周辺に住んでいた。
ホーガンズアレイは2014年のインタラクティブワークCirca 1948によってヴァーチャルの形で複製された。